# Nabój .22 Extra Long
.22 Extra Long – pochodzący z XIX wieku nabój bocznego zapłonu. Powstał przez wyposażenie naboju .22 Short w dłuższą łuskę zawierającą silniejszy ładunek prochowy. Wyparty z użycia w latach 30. XX wieku przez zbliżony konstrukcyjnie nabój .22 Long Rifle.